# Eigil Nielsen
Eigil Louis Marinus Ferdinand Nielsen, född 15 september 1918 i Esbjerg, död 7 september 2000 i Frederiksberg, var en dansk fotbollsspelare (målvakt).
Nielsen representerade det danska landslaget 28 gånger mellan åren 1940 och 1951. På klubbnivå spelade han för Kjøbenhavns Boldklub. Nielsen blev olympisk bronsmedaljör i fotboll vid sommarspelen 1948 i London.
1947 grundade Nielsen idrottsutrustningsföretaget Select.
2014 blev han invald i det danska fotbollförbundets "Fodboldens Hall of Fame".